# Ali Krieger
Alexandra Blaire "Ali" Krieger, född 28 juli 1984 i Alexandria i Virginia, är en amerikansk fotbollsspelare som spelar som försvarare för Orlando Pride och i USA:s landslag. Hon ingick i laget som vann världsmästerskapet i fotboll för damer 2015 och spelade sex matcher i turneringen.
Krieger ingick även i laget som tog silver i VM-turneringen 2011. Även i den turneringen fick hon spela sex matcher.
Den 13 mars 2019 meddelade Krieger och Ashlyn Harris deras förlovning. Den 28 december 2019 gifte sig Krieger och Harris i Miami. Den 14 februari 2021 tillkännagav paret adoptionen av deras dotter, Sloane Phillips Krieger-Harris, född två dagar tidigare.